# Czukata (obwód Wielkie Tyrnowo)
Czukata (bułg. Чуката) – wieś w Bułgarii, w obwodzie Wielkie Tyrnowo, w gminie Złatarica. Wieś wymarła.